# Гребені (Сакмарський район)
Гребені́ (рос. Гребени) — село у складі Сакмарського району Оренбурзької області, Росія.

## Населення
Населення — 217 осіб (2010; 134 у 2002).
Національний склад (станом на 2002 рік):
- росіяни — 95 %